# Юліус Арігі
Юліус Арігі (нім. Julius Arigi; 3 жовтня 1895, Дечин, Богемія, Австро-Угорщина — 1 серпня 1981, Зеєвальхен-ам-Аттерзее або Аттерзее-ам-Аттерзее, Австрія) — австро-угорський льотчик-ас Першої світової війни. З 32-ма підтвердженими повітряними перемогами, Юліус Арігі був другим найуспішнішим польовим пілотом австро-угорських авіаційних військ після Годвіна Брумовського.

## Життєпис
Походить з родини судетських німців.
Після школи, вивчав електротехніку.

### Військова кар'єра
5 жовтня 1913 року записався добровольцем в перший фортечний артилерійський полк («Кайзер Франц-Йосиф») у Відні.
У березні 1914 року Арігі був переведений до дирижабльської дивізії. Там він закінчив навчання пілота і 23 листопада 1914 року став офіційно підтвердженим польовим пілотом (нім. Feldpilotendiplom) у званні командира взводу. Відразу був зарахований в 6-у льотну роту (нім. Fliegerkompanie) на Балканах, де він спочатку був розвідником і навідником артилерії. Літаючи на «Lloyd Type LS 2» і «Lohner», брав участь в операціях проти сербсько-чорногорських військ.
20 грудня був змушений здійснити аварійну посадку в Адріатичному морі.
У жовтні 1915 року через відмову двигуна здійснив вимушену посадку на чорногорської території і потрапив в полон. Після п'яти безуспішних спроб втечі йому та ще п'ятьом австро-угорським солдатам вдалося цікавим чином втекти в середині січня 1916 року. Арігі виконував трудові обов'язки в чорногорській казармі в Підгориці, коли в неспостережну мить він викрав з гаража лімузин «Фіат» короля Ніколи І. Прибувши до австро-угорської застави, Юліус звітував із шістьма чоловіками та королівською машиною. 23 січня повернувся в розташування своєї льотної роти.
Після здобуття г. Ловчен підрозділ був переміщений до м. Шкодер і далі на південь.
22 серпня 1916 року штабс-фельдфебель Аріджі порушив наказ і разом з фельдфебелем Йоханом Ласі вилетів проти 6-ти італійських «Фарманів» — в той час виліт дозволявся тільки разом з офіцером (командиром літака). В ході цього першого свого повітряного бою він став асом, збивши 5 з 6-ти супротивників.
В кінці року він Джуліо був переведений до нім. Fluggeschwader 1 (пізніше нім. Fliegerkompanie 101G) на Італійський фронт під р. Ізонцо. В основному здійснював польоти з ескортом під час бомбардування. Після цього пересів на одномісний Hansa-Brandenburg DI і до травня 1917 року мав на своєму рахунку 12 перемог.
Навесні 1917 року він був призначений в пілотну роту нім. Fliegerkompanie 41J під командуванням Годвіна Брумовського, але через особисті розбіжності з ним, незабаром перейшов до пілотної роти  нім. Fliegerkompanie 55J, дислокованої в муніципалітеті Перджине-Вальсугана.
Приблизно за вісім місяців на Flik 55J він досяг більшості свої повітряних перемог. Разом з командирами Йозефом фон Майєром та Йозефом Кіссом, обоє теж льотчики-аси, він незабаром дав роті ім'я нім. Kaiserstaffel.
У складі цієї ескадрильї довів число перемог до 25.
У квітні 1918 р. переведений в Fliegerkompanie 6, де, літаючи на Avatik D1, збив ще три літаки.
Влітку 1918 року Аріго був переведений в Flik 1J, де довів число перемог до 32.

### Післяєвонні роки
Після Першої світової війни Арігі вирушив у Південну Америку, а трохи пізніше, в 1919 році, переїхав до Чехословаччини, де того ж року заснував авіакомпанію «Ікарус». Згодом компанія в Італії перетворилася на всесвітню льотну організацію, яка також могла пропонувати рейси на далекі відстані. Не в останню чергу завдяки цьому Арігі вважається «засновником повітряного руху Чехословаччини».
У 1928 році Арігі вступив до НСДАП.
Через політичну ситуацію в Чехословаччині він переїхав спочатку до Берліна, а потім до Австрії в 1934 р. І знову став громадянином Австрії в 1936 р. Разом із Бенно Фіалою фон Фернбруггом він заснував авіаційну фабрику «Wiener Neustädter Flughafenbetriebs GmbH».
Після того, як відбувся аншлюс Австрії, Арігі був прийнятий до складу німецьких ВПС в званні гауптмана у березні 1938 р. А згодом став інструктором польотів у винищувальній школі Люфтваффе у Відні-Швехат, а також Гаумтслейтером у керівництві Нідердонау-Гау. Двома його найвідомішими студентами польоту були Вальтер Новотни та Ганс-Йоахім Марсель. Під час Другої світової війни він також служив на різних авіаційних базах в Угорщині, на Балканах та в Північній Африці.
Наприкінці війни в 1945 році Арігі повернувся в Марієнбад, але через вислання йому довелося негайно покинути Чехословаччину. Спочатку він втік до Відня, а в 1947 році — до Севальхен-ам-Аттерзее. Там він працював торговим представником і придбав ліцензію приватного пілота в 1957 р.
Помер Арігі уві сні 1 серпня 1981 р. вдома в Аттерзее.

## Нагороди
- Чотирикратна Золота Медаль «За хоробрість»: 1) за затоплення транспортного корабля; 2) за п'ять збитих ворожих літаків (22 серпня 1916 р.)
- Чотири Срібні медалі І ступ. «За хоробрість»;
- Подвійна нагорода Срібною Медаллю «За хоробрість» ІІ ступ.
- Подвійна нагорода Бронзовою Медаллю «За хоробрість»;
- Королівський Орден Доблесті І класу (Болгарія);